# Коли Мампиопо (Пескара)
Коли Мампиопо (итал. Colli Mampioppo) је насеље у Италији у округу Пескара, региону Абруцо.
Према процени из 2011. у насељу је живело 23 становника. Насеље се налази на надморској висини од 234 м.